# Сафи Бутела
Сафи Бутела (арап. صافي بوتلة, фр. Safy Boutella; Пирмазенс, 6. јануар 1950) алжирски је џез музичар, композитор, музички аранжер и продуцент, композитор филмске музике и повремени глумац.
Музичко образовање стекао је на Берклију у Бостону где се школовао у периоду од 1975. до 1979. године. Након тога је неколико година радио као професионални музичар у различитим џез саставима. Сарађујући са алжирским реј музичарем Шебом Халедом године 1988. објављује студијски албум Kutché. 
Његова кћерка је позната алжирска глумица и модел Софија Бутела.

## Студијски албуми
- 1988:  (у сарадњи са Шебом Халедом)
- 1992:  (у сарадњи са Нгујен Ли, Наном Васконселосом и Домиником Пифарелијем)